# Pericrocotus divaricatus
El minivet ceniciento (Pericrocotus divaricatus) es una especie de ave paseriforme de la familia Campephagidae que vive en Asia. Aunque la mayoría de los minivets tienen algo de amarillo, naranja y rojo en su plumaje esta especie solo presenta tonos grises, blancos y negros. Los machos presentan un distintivo patrón en blanco y negro en la cabeza, mientras que las hembras pueden ser confundidas con las del minivet de Swinhoe. Buscan alimento en el dosel del bosque, a menudo junto a otros minivets y en bandadas mixtas de alimentación.

## Descripción

Patrón de color del macho.

Mide entre 18.5–20 cm de largo. El plumaje del macho es principalmente gris en las partes superiores y blanquecino en las inferiores. Presenta una lista loral negra y una mancha también negra en el píleo, que se prolonga hasta la mejilla por detrás de los ojos, que contrastan con su amplia frente blanca. Tiene una lista blanca que cruza sus plumas de vuelo y las plumas exteriores de la cola también son blancas. Su pico y patas son negros. El píleo de la hembra es gris, aunque tiene la lista loral negra y presenta una fina lista superciliar blanca sobre ella. Su llamada es un trino agudo y metálico. Se considera cercanamente emparentado con Pericrocotus roseus y Pericrocotus cantonensis pero se diferencia de ellos en su patrón de muda. Es uno de los pocos paseriformes que muda sus plumas primarias dos veces al año, y el minivet que realiza la migración más larga distancia.

## Distribución y hábitat
Habita en el este y sur de Asia. Cría en el sureste de Siberia, el noreste de China, Corea y Japón. Las aves que habitan en las islas Ryūkyū del sur de Japón se consideran comúnmente como una especie aparte, el minivet de Ryukyu (P. tegimae). El minivet ceniciento es un migrador de larga distancia, que pasa el invierno en el sudeste asiático y el subcontinente indio, llegando hasta Sumatra, Borneo y las Filipinas. Se encuentra en los bosques, además de en áreas más abiertas con arboledas diseminadas.

## Comportamiento
Busca insectos en las copas de los árboles, a veces junto a otras especies formando parte de bandadas mixtas de alimentación. Durante la migración a veces puede verse en grandes bandadas.
Pone de cuatro a siete huevos, que incuba durante 17 o 18 días. 

## Estado de conservación
El estatus de la especie es cómodo y la UICN lo considera especie bajo preocupación menor. Se ha observado que la población de la isla Amami se ha incrementado entre 1985-2001.
En la región sur de Asia, se considera una especie rara. No se registró su presencia en el subcontinente indio hasta 1965, aunque había sido registrado en las islas Andamán en 1897. Pero se incrementa la regularidad de sus avistamientos.